# Änka på låtsas
Änka på låtsas (Mrs. Winterbourne) är en romantisk komedifilm från 1996 med Ricky Lake i huvudrollen i regi av Richard Benjamin. Brendan Fraser och Shirley MacLaine medverkar också.

## Handling
Ricky Lake spelar Connie Doyle, en ung gravid kvinna som råkar befinna sig på ett sjukhus just efter en tragisk tågolycka. Hon misstas där för den rika änkan Patricia Winterbourne, vars make avled i tågolyckan. Hon flyttar in hos "makens" familj (svärmodern spelas av Shirley MacLaine) och allt verkar frid och fröjd, när fadern till hennes barn dyker upp och förstör alltihopa.

## Om filmen
Filmen bygger på romanen "Till det bittra slutet" ("I Married a Dead Man") av den amerikanske thrillerförfattaren Cornell Woolrich.

## Rollista (urval)
- Shirley MacLaine - Grace Winterbourne
- Ricki Lake - Connie Doyle
- Brendan Fraser - Bill/Hugh Winterbourne
- Miguel Sandoval - Paco
- Loren Dean - Steve DeCunzo
- Peter Gerety - fader Brian
- Susan Haskell - Patricia Winterbourne
- Jane Krakowski - Christine
- Debra Monk - polislöjtnant Ambrose